# الغواصة الألمانية يو-506
غواصة يو-506 غواصة يو بوت ألمانية من الفئة التاسعة سي بنيت لسلاح بحرية ألمانيا النازية كريغسمارينه، في أحواض دويتشه فيرفت في هامبورغ خلال الحرب العالمية الثانية. أبحرت غواصة يو -506 في 6 يوليو 1943، وتم إغرقها على يد طائرات كونسوليداتيد بي-24 ليبراتور من السرب الأمريكي الأول في خليج بسكاي في 12 يوليو.